# 桃園市立青埔國民中學
桃園市立青埔國民中學（英文：Qing Pu Junior High School），簡稱青埔國中，位於臺灣桃園市中壢區高鐵特定區，於103學年度（2014年）首度招生，是中壢區第10所公立國中。

## 歷史沿革
- 2012年：於大園國際高中成立桃園縣立青埔國民中學籌備處[2]。
- 2013年：11月20日舉辦第一期校舍動土典禮，但初期將借用大園區五權國民小學教室上課。
- 2014年：正式招收第一屆國一新生。12月25日，因應桃園縣升格改制為直轄市，更名為桃園市立青埔國民中學。
- 2015年：新校舍落成完工，遷入現址上課。

## 歷任校長
| 任期 | 姓名       | 任職日期  | 離職日期  | 備註                                                           |
| ---- | ---------- | --------- | --------- | -------------------------------------------------------------- |
| 1    | 林挺世先生 | 2014年8月 | 2021年7月 | 原桃園縣立幸福國民中學教務主任升任，調任桃園市立大有國民中學。 |
| 2    | 林益鋒先生 | 2021年8月 | 2022年8月 | 原桃園市立竹圍國民中學校長轉任，任內退休。                     |
| 代理 | 鍾雯豐女士 | 2022年8月 | 2023年7月 | 桃園市英語教學資源中心主任代理。                               |
| 3    | 鍾雯豐女士 | 2023年8月 | 現任      | 原桃園市英語教學資源中心主任升任。                             |

## 學區
- 中壢區：芝芭里（第1－9、11鄰）、洽溪里、青埔里[3]。
- 大園區：田心（第31－36鄰）、橫峰里（23－35、37－39鄰）、五權里（第1－8、22、24、25鄰；第14－16、19鄰中正東路以西地區）。

## 外部連結
- 桃園市立青埔國中學校網址 （页面存档备份，存于）